# Batyżowieckie Wodospady
Batyżowieckie Wodospady (słow. Batizovské vodopády) – seria kaskad na Batyżowieckim Potoku w słowackiej części Tatr Wysokich. Batyżowieckie Wodospady powstają na progu Doliny Batyżowieckiej zwanym Batyżowieckimi Spadami, nieco na południe od Batyżowieckiego Stawu. Do Batyżowieckich Wodospadów nie prowadzą żadne znakowane szlaki turystyczne, w odległości ok. 350 m na wschód od nich przebiega fragment czerwono znakowanej Magistrali Tatrzańskiej.
Poszczególne kaskady Batyżowieckich Wodospadów nazywano niegdyś (w kolejności od dołu): Wodospad Sznurowy, Wodospad Perlisty i Wodospad Zakwefiony. Nazewnictwo to nie utrzymało się, było ono zbyt wyrafinowane. Obecnie trudno zlokalizować dawne nazwy, ponieważ w rzeczywistości Batyżowieckich Wodospadów jest więcej.